# Hóquei sobre a grama nos Jogos Pan-Americanos de 1975
As competições de hóquei sobre a grama nos Jogos Pan-Americanos de 1975 foram realizadas na Cidade do México, México. O torneio foi disputado apenas entre homens. Esta foi a terceira edição do esporte nos Jogos Pan-Americanos.
| Evento                         | Ouro          | Prata      | Bronze     |
| ------------------------------ | ------------- | ---------- | ---------- |
| Hóquei sobre a grama masculino | ARG Argentina | CAN Canadá | MEX México |